# Fanadhalvön
Fanadhalvön ligger mellan Lough Swilly och Mulroy bukten i grevskapet Donegal på Irland. Halvön är berömd för sin ojämna och knaggliga kustlinje som ger goda möjligheter för att fiska torsk.
Fanad var också ett säte för Irlands höga kungar.